# Телеграфски тастер
Телеграфски тастер је општи назив за било који прекидачки уређај који се првенствено користи за одашиљање Морзеовог кода. Слични тастери се користе за све видове ручне телеграфије као што су електрична телеграфија или радиотелеграфија.

## Типови тастера
Од њиховог настанка, дизајн телеграфских тастера се развио, тако да сад постоји више типова тастера.

### Обични тастери
Обичан тастер је уобичајен тип тастера који се може видети у многим филмовима. Ради се о једноставној полуги која са једне стране одозго има дугме, а одоздо има контакт, а са друге стране има опругу која дугме држи издигнуто изнад контакта. Кад се дугме притисне и контакт се споји, затвара се коло које омогућава проток струје. Традиционално, амерички тастери су имали дугмад са равном горњом страном и уске полуге (често закривљене), док су британски тастери имали лоптасту дугмад и дебље полуге. Ово је вероватно просто питање културе и тренинга, али корисницима сваког од типова се други тип обично нимало не свиђа. Обични тастери се праве у бројним варијацијама већ преко 150 година у разним земљама. Постоје заједнице страствених колекционара. Обични тастери које су користили телеграфски оператори су такође имали „прекидачку плочицу” која је служила да затвори електрично коло када оператор не одашиље поруку. Сврха овога је да се затвори струјно коло које води до следеће станице, телеграфиста могао да прима поруку од те станице. Прекидачке плочице нису неопходне у радиотелеграфији, осим као помоћни алат приликом подешавања примопредајника.
Обични тастери су једноставни и поуздани, али је брзо одашиљање серије кратких сигнала („тачака”) технички захтевно и замарајуће, што представља ману овог типа тастера.
Брзине одашиљања варирају од 5 речи (25 карактера) по минуту, колико могу да постигну оператори почетници, до око 30 речи (150 карактера) по минуту, које постижу искусни оператори. У раним данима телеграфије, велики број професионалних телеграфиста је развио повреде руку познате као стаклена рука или телеграфска парализа. Такве повреде могу да се умање или елиминишу повећавањем бочног кретања тастера подешавањем одговарајућих шрафова. Повреде могу да се избегну коришћењем исправне технике
У многим филмовима у којима се приказује коришћење обичних тастера (често у подморничким филмовима на тему Другог светског рата, или у новијем филму Дан независности) се види недостатак тренинга код глумаца који користе тастер: они обично „лупкају” по тастеру са једним или два прста, а исправан метод је да се дугме ухвати између палца и два или три прста.

### Алтернативни типови тастера
Популаран тип механичког тастера је и баг (енгл. bug, буба, по логотипу компаније која га производи) или Виброплекс (по називу компаније која га производи) тастер . Ово је тастер код кога је дугме постављено вертикално а не хоризонтално, и може се притиснути на обе стране (слева надесно и здесна налево). Ако се дугме притисне са десне стране на леву, успоставља се контакт, што служи за „ручно” откуцавање цртица, док ако се дугме притисне са леве стране на десну, тег са друге стране полуге прави клатно које „аутоматски” откуцава серију тачки. Како се цртице куцају ручно а тачке аутоматски, овакви тастери се називају полуаутоматским. Овакви тастери омогућавају веће брзине куцања него обични тастери. Искусан оператер може да постигне брзине од преко 40 речи у минуту користећи виброплекс тастер.
Још веће брзине куцања омогућавају аутоматски, двострани тастери. Ови тастери имају два вертикално постављена дугмета, плочице. Кад се притисне лево дугме, тастер откуцава серију тачака, а кад се притисне десно дугме, тастер откуцава серију цртица. Када се истовремено притисну обе плочице, тастер наизменично откуцава црту па тачку (или тачку па црту у зависности од тога која је страна прва притиснута). Ово знатно олакшава куцање неких слова, као што је Ц (-.-.), јер је довољно притиснути десну па леву страну тастера и држати их обе притиснуте док се не откуца слово, уместо да се наизменично куцају црта па тачка два пута.